# Fadio-Mépeen
Pour les articles homonymes, voir Fadio.
Ne doit pas être confondu avec Fadio (Kpuéré).
Fadio-Mépeen est une localité située dans le département de Kpuéré de la province du Noumbiel dans la région Sud-Ouest au Burkina Faso.

## Santé et éducation
Le centre de soins le plus proche de Fadio-Mépeen est le centre de santé et de promotion sociale (CSPS) de Kpuéré tandis que le centre médical avec antenne chirurgicale (CMA) de la province se trouve à Batié.